# Mary Clay
Mary Clay fue una destacada actriz de los inicios del cine y una importante escritora argentina.

## Carrera
Mary Clay, cuyo nombre verdadero era Mirra Rayo, fue una brillante actriz secundaria que supo secundar a la perfección a importantes figuras del cine mudo de  la época dorada cinematográfica argentina como Felipe Farah, Jorge Lafuente, Julio Donadille, Carmen Martínez, José Borh, Ricardo Cayol, Vicente Padula, Barry Norton y Dolores del Río, entre otros.
Trabajó en películas famosas de aquellos tiempos todas bajo el ala de José A. Ferreyra.
Luego de su incursión en la pantalla grande, Clay, se dedicó exclusivamente como escritora. Se hizo llamar también como Mary Rojo y como María Ciáis.
En 1927 escribió un argumento policial, que inspiró el film Un robo en la sombra interpretado por Peregrina Dudán y Percival Murray.
Después de un tiempo decidió exiliarse a Hollywood, Estados Unidos, donde continuó su carrera.

### Filmografía
- 1920: Palomas rubias
- 1920: Mala yerba
- 1924: Valle negro
- 1924: El poncho del olvido.
- 1924: Mientras Buenos Aires duerme
- 1926: Bajo la mirada de Dios[5]